# Уразов, Дидарклыч Чарыярклычевич
Дидарклыч Чарыярклычевич Уразов (туркм. Didargylyç Çäryýargylyçewiç Urazow; 27 февраля 1977 — 7 июня 2016, Ашхабад, Туркменистан) — туркменский футболист, нападающий.

## Клубная карьера
Воспитанник ашхабадского футбола. Один из самых известных футболистов Туркменистана. Наибольшую известность получил выступая за команды «Ниса» и «Иртыш».
Начинал играть в ашхабадской «Нисе». На рубеже веков был одним из самых результативных нападающих чемпионата — в 1996 году забил 14 голов (3 место в споре бомбардиров), в сезоне 1998/99 — 16 голов (поделил первое место), в 2000 — 11 голов (3 место), в 2001 — 32 гола (лучший бомбардир). Трижды за это время становился чемпионом страны.
В 2002 уехал в Казахстан, в павлодарский «Иртыш», выиграл вместе с командой чемпионат страны. В 2003 году снова играл за «Нису», во время летнего перерыва уехал в харьковский «Металлист», выступавший в первой лиге, но ещё до окончания первого круга вернулся обратно в «Нису». В туркменском клубе он в четвёртый раз стал чемпионом страны.
С 2004 по 2008 годы Дидар Уразов играл за «Иртыш», с перерывом в 2007 году, когда он был в «Тоболе». Всего за павлодарский клуб он сыграл в чемпионате страны 109 матчей, забил 38 голов.
Выступал на Кубке Содружества в 2009 году за «Ашхабад» и в 2010 году за МТТУ.
В 2010 году вернулся в чемпионат Туркменистана. В составе «Балкана» стал чемпионом страны, в споре бомбардиров поделил второе место (10 голов), уступив 1 гол Берды Шамурадову. В 2011 году вместе с командой повторил чемпионский успех, но не отличался высокой результативностью (3 гола после первых 22 туров). В 2013 году в составе «Балкана» стал обладателем Кубка президента АФК 2013. В 2010—2014 годах играл за «Балкан», где и завершил карьеру.

## Карьера в сборной
Был нападающим сборной страны Туркменистана в 1996—2011 годах, провёл 15 матчей и забил 5 голов за национальную сборную. Участник Кубка Азии 2004 года. Финалист Кубка вызова АФК 2010.

## Личная жизнь
7 июня 2016 года Дидарклыч Уразов скончался в Ашхабаде на 40 году жизни.
Младший брат Дидара Уразова — Даянч Уразов, также выступавший за «Нису» и сборную Туркменистана.

## Достижения
- Чемпион Туркменистана (6): 1996, 1999, 2001, 2003, 2010, 2011
- Обладатель Кубка Туркменистана: 1998
- Лучший бомбардир чемпионата Туркменистана: 1999, 2001
- Чемпион Казахстана: 2002
- Обладатель Кубка Казахстана: 2007
- Победитель Кубка Интертото: 2007
- Обладатель Кубка президента АФК: 2013
- Финалист Кубка вызова АФК 2010
- Член бомбардирского Клуба Нилтона Мендеса: 50 голов за казахстанские клубы.